# بال‌کهر خاکستری
بال‌کهر خاکستری (نام علمی: Agelaioides badius) نام یک گونه از سرده بال‌کهر است.